# A Traveler’s Needs
A Traveler’s Needs (dt.: „Die Bedürfnisse eines Reisenden“, Originaltitel: 여행자의 필요 Yeohaengjaui pilyo) ist ein südkoreanischer Spielfilm von Hong Sang-soo aus dem Jahr 2024. Die Komödie mit Isabelle Huppert in der Hauptrolle wurde im Februar 2024 im Rahmen der 74. Berlinale uraufgeführt.

## Handlung
Iris hat weder Geld noch Mittel, um ihren Lebensunterhalt zu bestreiten. Niemand weiß, woher die Frau kommt, die auf einer Bank im Park sitzt und auf einer Kinderblockflöte spielt. Iris selbst gibt an, dass sie aus Frankreich stamme. Daraufhin findet sie Arbeit als Französischlehrerin für zwei koreanische Frauen. Iris verbringt am liebsten ihre Freizeit damit, barfuß zu laufen und sich auf Felsen zu legen. Ereignisse versucht sie, ohne große Worte hinzunehmen. Sie möchte ihr Leben so sachbezogen wie möglich verbringen. Zum täglichen Trost trinkt sie Makgeolli, ein beliebtes koreanisches alkoholisches Getränk.

## Hintergrund
A Traveler’s Needs ist der 31. Spielfilm des südkoreanischen Filmemachers Hong Sang-soo. Für die Hauptrolle verpflichtete er Isabelle Huppert, mit der er bereits an den Dramen In einem anderen Land (2012) und La caméra de Claire (2017) zusammengearbeitet hatte. In weiteren Rollen sind unter anderem die koreanischen Darsteller Lee Hye-young und Kwon Hae-hyo zu sehen. Beide hatten zuvor schon in Walk Up und Die Schriftstellerin, ihr Film und ein glücklicher Zufall (beide 2022) unter der Regie Hongs agiert.
Bei dem Film handelt es sich um eine Komödie mit einem Mix aus koreanischen, englischen und französischen Dialogen.

## Veröffentlichung
Die Uraufführung des Films fand am 19. Februar 2024 im Rahmen der Internationalen Filmfestspiele Berlin statt. Dort wurde der Beitrag in den Hauptwettbewerb aufgenommen. Es ist das siebte Mal, dass ein Film Hongs im Programm des Festivals gezeigt wird.

## Auszeichnungen
Für A Traveler’s Needs erhielt Hong seine siebte Einladung in den Wettbewerb um den Goldenen Bären, den Hauptpreis der Berlinale. Zwar hatte der Beitrag gegenüber Dahomey von Mati Diop das Nachsehen, wurde aber mit dem Großen Preis der Jury, der zweitwichtigsten Auszeichnung, bedacht.